# 布德加奥恩
布德加奥恩（Budhgaon），是印度马哈拉施特拉邦桑利县的一个城镇。总人口14727（2001年）。

## 人口
该地2001年总人口14727人，其中男性7801人，女性6926人；0—6岁人口1578人，其中男853人，女725人；识字率75.96%，其中男性为82.46%，女性为68.63%。